# بوسايدون ريكس (فلم)
بويسيدون ريكسهو فيلم يتحدث عن تيركس عملاق، يذهب شابان للمصيف ويواجهان صراعًا مع ذلك التيركس.

## روابط خارجية
- مقالات تستعمل روابط فنية بلا صلة مع ويكي بيانات